# Sitticus niveosignatus
Sitticus niveosignatus là một loài nhện trong họ Salticidae.
Loài này thuộc chi Sitticus. Sitticus niveosignatus được Eugène Simon miêu tả năm 1880.